# Simon Bagdasarian
Simon (Siemion) Karapetowicz Bagdasarian, ros. Семён (Симо́н) Карапетович Багдасарян, orm. Սեմյոն (Սիմոն) Կարապետի Բաղդասարյան (ur. 5 października 1913 we wsi Diraklar, obecnie wieś Karnut w Armenii, zm. 4 marca 1993 w Erywaniu) – radziecki wojskowy, kapitan, Bohater Związku Radzieckiego (1945).

## Życiorys
Urodził się w ormiańskiej rodzinie chłopskiej. Od października 1935 służył w Armii Czerwonej, w 1938 ukończył szkołę piechoty w Tbilisi i został zwolniony do rezerwy, w 1939 uczył się w Erywańskim Instytucie Pedagogicznym, później pracował jako szef zaopatrzenia w jednej z fabryk w Erywaniu. W sierpniu 1942 ponownie został powołany do armii, od listopada 1943 uczestniczył w wojnie z Niemcami, w 1944 został członkiem WKP(b). Wiosną 1944 jako dowódca plutonu 400 pułku piechoty 89 Dywizji Piechoty Samodzielnej Armii Nadmorskiej 4 Frontu Ukraińskiego w stopniu porucznika walczył na Krymie, biorąc m.in. udział w ataku na wzgórze Gornaja niedaleko Sewastopola. 9 maja 1944 wyróżnił się podczas ataku na niemieckie gniazda ogniowe, przejmując dowodzenie po wyeliminowanym z walki dowódcy kompanii, zadając wrogowi duże straty i zdobywając wzgórze. Później brał udział w operacji białoruskiej, wiślańsko-odrzańskiej i berlińskiej. 3 kwietnia 1945 został ranny w walce. Po wojnie był zastępcą dowódcy batalionu piechoty, w sierpniu 1947 został zwolniony do rezerwy w stopniu kapitana.

## Odznaczenia
- Złota Gwiazda Bohatera Związku Radzieckiego (24 marca 1945)
- Order Lenina (24 marca 1945)
- Order Wojny Ojczyźnianej I klasy (11 marca 1985)
- Order Czerwonej Gwiazdy (dwukrotnie, 23 lutego 1944 i 6 czerwca 1945)

I medale.